# Dendrobium chlorostylum
Dendrobium chlorostylum är en orkidéart som beskrevs av François Gagnepain. Dendrobium chlorostylum ingår i släktet Dendrobium, och familjen orkidéer. Inga underarter finns listade i Catalogue of Life.